# Гётеборгский симфонический оркестр
Гётеборгский симфонический оркестр (швед. Göteborgs Symfoniker, англ. Gothenburg Symphony) — шведский симфонический оркестр, базирующийся в Гётеборге. Основан в 1905 г. как Göteborgs orkesterförenings orkester (оркестр Гётеборгского оркестрового общества). В 1997 г. оркестру присвоено почётное звание «Шведский национальный оркестр» (швед. Sveriges nationalorkester).
На протяжении всей истории оркестра ему была присуща известная специализация на позднеромантической музыке северных стран (Эдвард Григ, Карл Нильсен, Ян Сибелиус и др.). Многолетнее руководство Неэме Ярви не могло не привести к тому, что в репертуаре оркестра занял важное место излюбленный Ярви Прокофьев.
Оркестром осуществлено около 100 записей, главным образом для лейблов Deutsche Grammophon и шведской BIS — в том числе все симфонии Сибелиуса для DG и все симфонии Чайковского для BIS. Среди заметных записей недавнего времени — работы главного приглашённого дирижёра оркестра Петера Этвёша, записавшего с оркестром произведения Лучано Берио и свои собственные, и осуществлённая Марио Венцаго запись Концерта для флейты с оркестром Софии Губайдулиной (солировала Шарон Безали).

## Discography

### Studio albums
| Year | Album details |
| ---- | --- |
| 1995 | Swedish Bassoon Concertos - Release date: January 24, 1995 - Label: Intim Musik                                           |
| 1999 | Grieg: Piano Concerto; Peer Gynt Suites 1 & 2 - Release date: January 8, 1999 - Label: Deutsche Grammophon                |
| 2002 | Miaskovsky: Symphony No. 6 - Release date: November 12, 2002 - Label: Deutsche Grammophon                                 |
| 2012 | Sibelius: Symphonies Nos. 5 & 7; Karelia Suite - Release date: April 23, 2012 - Label: Decca Records, Deutsche Grammophon |

## Главные дирижёры
- 1906—1922 Вильгельм Стенхаммар
- 1922—1939 Тор Манн
- 1941—1953 Исай Добровейн
- 1953—1960 Дин Диксон
- 1961—1967 Стен Фрюкберг (постоянные приглашённые дирижёры Альберто Эреде и Отмар Мага)
- 1967—1973 Серджиу Комиссиона
- 1974—1976 Сикстен Эрлинг
- 1976—1979 Шарль Дютуа
- 1982—2004 Нееме Ярви
- 2004—2007 Марио Венцаго
- 2007—2012 Густаво Дюдамель
- C 2017 Сантту-Матиас Роували (контракт до 2025 г.)

## Известные музыканты оркестра
- Вильгельм Ланцки-Отто (валторна)
- Кай Лаурсен (скрипка)
- Хайнц Фройденталь (альт)